# Michaela Mlejnková
Michaela Mlejnková, född 26 juli 1996 i Jilemnice, Tjeckien, är en  volleybollspelare (vänsterspiker).
Mlejnková spelar i Tjeckiens landslag och har deltagit med dem vid VM 2022, EM 2013, 2015, 2017, 2021 och 2023, samt European Volleyball League 2018, 2019, 2021 och 2022. Hon spelade även med juniorlandslagen i olika ålderskategorier. På klubbnivå har hon spelat för klubbar i Tjeckien, Polen, Tyskland, Frankrike och Turkiet.